# Carolina Morace
Carolina Morace (Venetië, 5 februari 1964) is een Italiaanse ex-voetbalster, die elf keer op rij (voor liefst zeven verschillende clubs) topschutter werd in de Serie A. Na haar spelerscarrière werd ze eerst trainer van onder andere de Italiaanse nationale ploeg, maar daarnaast is ze ook voetbalanalist op tv en advocate. In 2014 werd ze, als eerste vrouw, opgenomen in de Hall of Fame van het Italiaans voetbal.

## Spelerscarrière
Morace speelde liefst 21 seizoenen in de Serie A, voor tien verschillende ploegen. Liefst twaalf keer daarvan werd ze ook topschutter in Italië: in het seizoen 1984/85 en onafgebroken van 1987/88 tot 1997/98. Haar succesvolste seizoen was 1996/97, toen ze voor Modena liefst 47 keer raak trof. Ze werd ook twaalf keer Italiaans landskampioen met negen verschillende ploegen, waarvan ze er zeven hun allereerste titel schonk (Trani in 1984, Reggiana in 1990, Milan 82 in 1992, Torres in 1994, Agliana in 1995, Verona in 1996 en Modena in 1997 - in het geval van Trani, Agliana en Modena waren de titels uit het tijdperk-Morace ook meteen de laatste).
In 1978 debuteerde Morace ook in de Italiaanse nationale ploeg, waarvoor ze in twintig jaar 153 wedstrijden zou spelen en 105 keer zou scoren. Met haar land werd Morace twee keer tweede op het EK (1993 en 1997) en twee keer derde (1984 en 1987). In 1997 werd ze bovendien gedeeld topschutter met vier doelpunten. Ook op het WK 1991 scoorde ze vier goals, waaronder de allereerste hattrick op een dames-WK tegen Taiwan.

## Trainerscarrière
Meteen na haar afscheid als speelster in 1998 werd Morace trainer van Lazio, de club waarmee ze als speelster een decennium eerder twee titels had gewonnen. Onder haar hoede werd Lazio derde in de Serie A 1998/99. Wat later verwierf ze internationale bekendheid door als eerste vrouw ooit een professionele ploeg bij de mannen te coachen, maar haar periode bij Viterbese duurde echter niet lang: al na twee wedstrijden stapte ze op omdat de president van de club zich te veel wilde mengen in haar keuzes.
Nadien trainde Morace nog twee nationale damesploegen: Italië (2000-2005) en Canada (2009-2011). Op haar palmares staan twee kwartfinales op een EK (2001 en 2005) en goud op de CONCACAF Cup (2010).

## Andere beroepen
Carolina Morace behaalde in 1996 haar diploma in de rechten en werkt nu als advocate bij een Romeins kantoor. Daarnaast werkt Morace als analist voor diverse voetbalprogramma's op de Italiaanse commerciële (La7) en staatstelevisie (Rai 1) en heeft ze een wekelijkse column in La Gazzetta dello Sport. Tijdens het seizoen 2015/16 was ze bovendien ook technisch directeur bij de Australische semi-profclub Floreat Athena FC uit de National Premier League.

## Erelijst
Kampioen van Italië: 12x (1984, 1986, 1987, 1988, 1990, 1991, 1992, 1994, 1995, 1996, 1997, 1998)
Bekerwinnaar: 2x (1985, 1987)
Supercup: 1x (1997)
Italiaans topschutter: 12x (1985, 1988, 1989, 1990, 1991, 1992, 1993, 1994, 1995, 1996, 1997, 1998)
Concacaf Gold Cup: 1x (2010, als trainer)
Beste speler op een EK: 1x (1997)